# Léon (évêque d'Agde)
Pour les articles homonymes, voir Léon.
Léon est un évêque d'Agde du VIe siècle.

## Biographie
Léon est le troisième ou le quatrième évêque d'Agde, siège créé dans la seconde moitié du Ve siècle.
La seule information connue sur son épiscopat est une histoire, non datée, racontée par Grégoire de Tours dans son De Gloria Martyrum. Il évoque un conflit entre Léon et le gouverneur arien wisigoth qui s'était emparé de terres ecclésiastiques. D'après le récit de Grégoire de Tours, ce comte Gomachar avait pris un champ dépendant de l'église suburbaine Saint-André et refusait de le rendre. Pris de fièvre, il promet de le rendre et il est guéri par les prières de l'évêque Léon. Il reprend alors le champ et Léon brise les lampes de l'église et appelle à la vengeance divine. Le comte retombe malade et meurt.
Baronius, dans ses Annales ecclésiastiques date ce conflit de l'année 583 mais il doit probablement plutôt se dérouler vers 540. L'épiscopat de Léon peut se situer vers le milieu du VIe siècle.

### Source
- Grégoire de Tours, De Gloria Martyrum, vol. I (lire en ligne), chap. 79.